# 1966年
1966年（1966 ねん）は、西暦（グレゴリオ暦）による、土曜日から始まる平年。昭和41年。

## 他の紀年法
- 干支：丙午（ひのえ うま）
- 日本（月日は一致）
  - 昭和41年
  - 皇紀2626年
- 中華民国（月日は一致）
  - 中華民国55年
- 朝鮮（月日は一致）
  - 主体55年
- 仏滅紀元 : 2508年-2509年
- イスラム暦 : 1385年9月9日 - 1386年9月18日
- ユダヤ暦 : 5726年4月9日 - 5727年4月18日
- 修正ユリウス日(MJD) : 39126 - 39490
- リリウス日(LD) : 139967 - 140331

## 周年
以下に、過去の主な出来事からの区切りの良い年数（周年）を記す。
- 1月1日 - アリー・リダー、イスラム教シーア派・十二イマーム派第8代イマームが生まれて1000年[1]
- 1月15日 - 中日ドラゴンズ球団創設30周年。
- 2月23日 - 東京中日スポーツ創刊10周年。
- 2月26日 - 二・二六事件から30周年。
- 3月6日 - 日刊スポーツ創刊20周年。
- 4月1日 - 田端駅開業70周年。
- 4月22日 - サザエさん生誕20周年。
- 7月15日 - ボーイング社（米ワシントン州シアトル）創業50周年。
- 9月1日 - 民間放送ラジオ開始15周年[注釈 1]。
- 11月28日 - 週刊漫画TIMES（芳文社）創刊10周年。
- 12月25日 - 大正天皇崩御と昭和が始まって40周年。

## カレンダー
| 1月 |    |    |    |    |    |    |
| 日  | 月 | 火 | 水 | 木 | 金 | 土 |
|     |    |    |    |    |    | 1  |
| 2   | 3  | 4  | 5  | 6  | 7  | 8  |
| 9   | 10 | 11 | 12 | 13 | 14 | 15 |
| 16  | 17 | 18 | 19 | 20 | 21 | 22 |
| 23  | 24 | 25 | 26 | 27 | 28 | 29 |
| 30  | 31 |    |    |    |    |    |
|     |    |    |    |    |    |    |

| 2月 |    |    |    |    |    |    |
| 日  | 月 | 火 | 水 | 木 | 金 | 土 |
|     |    | 1  | 2  | 3  | 4  | 5  |
| 6   | 7  | 8  | 9  | 10 | 11 | 12 |
| 13  | 14 | 15 | 16 | 17 | 18 | 19 |
| 20  | 21 | 22 | 23 | 24 | 25 | 26 |
| 27  | 28 |    |    |    |    |    |
|     |    |    |    |    |    |    |

| 3月 |    |    |    |    |    |    |
| 日  | 月 | 火 | 水 | 木 | 金 | 土 |
|     |    | 1  | 2  | 3  | 4  | 5  |
| 6   | 7  | 8  | 9  | 10 | 11 | 12 |
| 13  | 14 | 15 | 16 | 17 | 18 | 19 |
| 20  | 21 | 22 | 23 | 24 | 25 | 26 |
| 27  | 28 | 29 | 30 | 31 |    |    |
|     |    |    |    |    |    |    |

| 4月 |    |    |    |    |    |    |
| 日  | 月 | 火 | 水 | 木 | 金 | 土 |
|     |    |    |    |    | 1  | 2  |
| 3   | 4  | 5  | 6  | 7  | 8  | 9  |
| 10  | 11 | 12 | 13 | 14 | 15 | 16 |
| 17  | 18 | 19 | 20 | 21 | 22 | 23 |
| 24  | 25 | 26 | 27 | 28 | 29 | 30 |
|     |    |    |    |    |    |    |

| 5月 |    |    |    |    |    |    |
| 日  | 月 | 火 | 水 | 木 | 金 | 土 |
| 1   | 2  | 3  | 4  | 5  | 6  | 7  |
| 8   | 9  | 10 | 11 | 12 | 13 | 14 |
| 15  | 16 | 17 | 18 | 19 | 20 | 21 |
| 22  | 23 | 24 | 25 | 26 | 27 | 28 |
| 29  | 30 | 31 |    |    |    |    |
|     |    |    |    |    |    |    |

| 6月 |    |    |    |    |    |    |
| 日  | 月 | 火 | 水 | 木 | 金 | 土 |
|     |    |    | 1  | 2  | 3  | 4  |
| 5   | 6  | 7  | 8  | 9  | 10 | 11 |
| 12  | 13 | 14 | 15 | 16 | 17 | 18 |
| 19  | 20 | 21 | 22 | 23 | 24 | 25 |
| 26  | 27 | 28 | 29 | 30 |    |    |
|     |    |    |    |    |    |    |

| 7月 |    |    |    |    |    |    |
| 日  | 月 | 火 | 水 | 木 | 金 | 土 |
|     |    |    |    |    | 1  | 2  |
| 3   | 4  | 5  | 6  | 7  | 8  | 9  |
| 10  | 11 | 12 | 13 | 14 | 15 | 16 |
| 17  | 18 | 19 | 20 | 21 | 22 | 23 |
| 24  | 25 | 26 | 27 | 28 | 29 | 30 |
| 31  |    |    |    |    |    |    |
|     |    |    |    |    |    |    |

| 8月 |    |    |    |    |    |    |
| 日  | 月 | 火 | 水 | 木 | 金 | 土 |
|     | 1  | 2  | 3  | 4  | 5  | 6  |
| 7   | 8  | 9  | 10 | 11 | 12 | 13 |
| 14  | 15 | 16 | 17 | 18 | 19 | 20 |
| 21  | 22 | 23 | 24 | 25 | 26 | 27 |
| 28  | 29 | 30 | 31 |    |    |    |
|     |    |    |    |    |    |    |

| 9月 |    |    |    |    |    |    |
| 日  | 月 | 火 | 水 | 木 | 金 | 土 |
|     |    |    |    | 1  | 2  | 3  |
| 4   | 5  | 6  | 7  | 8  | 9  | 10 |
| 11  | 12 | 13 | 14 | 15 | 16 | 17 |
| 18  | 19 | 20 | 21 | 22 | 23 | 24 |
| 25  | 26 | 27 | 28 | 29 | 30 |    |
|     |    |    |    |    |    |    |

| 10月 |    |    |    |    |    |    |
| 日   | 月 | 火 | 水 | 木 | 金 | 土 |
|      |    |    |    |    |    | 1  |
| 2    | 3  | 4  | 5  | 6  | 7  | 8  |
| 9    | 10 | 11 | 12 | 13 | 14 | 15 |
| 16   | 17 | 18 | 19 | 20 | 21 | 22 |
| 23   | 24 | 25 | 26 | 27 | 28 | 29 |
| 30   | 31 |    |    |    |    |    |
|      |    |    |    |    |    |    |

| 11月 |    |    |    |    |    |    |
| 日   | 月 | 火 | 水 | 木 | 金 | 土 |
|      |    | 1  | 2  | 3  | 4  | 5  |
| 6    | 7  | 8  | 9  | 10 | 11 | 12 |
| 13   | 14 | 15 | 16 | 17 | 18 | 19 |
| 20   | 21 | 22 | 23 | 24 | 25 | 26 |
| 27   | 28 | 29 | 30 |    |    |    |
|      |    |    |    |    |    |    |

| 12月 |    |    |    |    |    |    |
| 日   | 月 | 火 | 水 | 木 | 金 | 土 |
|      |    |    |    | 1  | 2  | 3  |
| 4    | 5  | 6  | 7  | 8  | 9  | 10 |
| 11   | 12 | 13 | 14 | 15 | 16 | 17 |
| 18   | 19 | 20 | 21 | 22 | 23 | 24 |
| 25   | 26 | 27 | 28 | 29 | 30 | 31 |
|      |    |    |    |    |    |    |

## できごと

### 1月
- 1月1日 - 日本人の海外観光渡航の回数制限が撤廃され、持ち出す事の出来る外貨も1回500USドルとなる[要出典]。
- 1月2日 - TBS系で特撮テレビドラマ『ウルトラQ』放映開始（『ウルトラシリーズ』スタート）[2]。
- 1月7日 - サンケイのニックネームが「スワローズ」から「アトムズ」となる[要出典]。
- 1月9日 - 神奈川県川崎市川崎駅前にて金井ビル火災が発生[3]。
- 1月10日 - サンヨー食品が「サッポロ一番しょうゆ味」を発売（「サッポロ一番」のブランド展開の始まり）。
- 1月11日 - 青森県三沢市中央町にて、三沢大火が発生[4]。
- 1月15日 - 福島県常磐市（現いわき市）に、常磐ハワイアンセンター（現スパリゾート・ハワイアンズ）が開業。
- 1月17日 - 水素爆弾を搭載したアメリカのB-52爆撃機がスペインのパロマレス沖でKC-135空中給油機と衝突、水爆を搭載したまま墜落（パロマレス米軍機墜落事故）。
- 1月20日 - 1964年東京オリンピック選手村跡地に国立オリンピック記念青少年総合センター開設。
- 1月21日 - 日ソ航空協定締結[5]。
- 1月24日 - 本田技研工業が「S800」を発売。

### 2月
- 2月 - タイビン村虐殺事件。
- 2月3日 - ソ連の無人月探査機ルナ9号が初の月面軟着陸に成功。
- 2月4日
  - 全日空機が東京湾に墜落（全日空羽田沖墜落事故）[6]。
  - なか卯設立。
- 2月26日 - ゴダイの虐殺。

### 3月
- 3月4日 - カナダ太平洋航空402便着陸失敗事故。
- 3月5日 - 英国海外航空機空中分解事故、乗員乗客124名全員が犠牲になる。
- 3月10日 - シチズン時計が日本初の電子腕時計「X-8」を発売。
- 3月31日 - 日本の総人口一億人突破。

### 4月
- 4月1日
  - 日本でメートル法完全施行。尺貫法、ヤード・ポンド法などの公的な使用が禁止される[7]。
  - 東急田園都市線溝の口駅 - 長津田駅間が開業。二子玉川駅 - 二子新地駅間専用橋開通（それまでは二子橋上の単線併用軌道）。
  - 日本テレビをキー局とするニュースネットワーク・NNNが発足。
  - エスビー食品が「ゴールデンカレー」を発売。
- 4月7日
  - 千葉大学医学部付属病院の医局員の男が同病院の入院患者や同僚にチフス菌を混入させた飲食物を飲食させたとして逮捕（千葉大チフス事件）[8]。
  - 日産自動車が「サニー」を発売[9]。当初の名称は4代目まで「ダットサン・サニー」。
- 4月9日 - 京葉道路全線開通。
- 4月24日 - TBS系で視聴者参加型公開歌謡番組『家族そろって歌合戦』放送開始。
- 4月26日 - 日本で戦後最大の公共交通機関ストライキ[10]。
- 4月29日
  - 東京都中央区銀座にソニービルがオープン。
  - 俳優の宝田明と1959年ミス・ユニバースの児島明子が結婚。

### 5月
- 5月 - 東京都北区に日本初のコインランドリーが開店。
- 5月1日 - 大洋の佐々木吉郎投手が対広島戦で完全試合を達成。
- 5月4日 - フジテレビ系で大川橋蔵主演の時代劇『銭形平次』が放送開始。1984年4月4日まで全888回放送された。
- 5月14日 - 富士重工業が日本初のFFセダン「スバル・1000」を発売。
- 5月15日 - 日本テレビ系の演芸番組『笑点』放送開始。
- 5月18日 - 文部省、大学への推薦入学制度採用を決定。
- 5月21日 - 国立京都国際会館開館[11]。
- 5月30日 - 東洋工業がワゴン&バン&トラックの「ボンゴ」を発売。

### 6月
- 6月22日 - 三里塚闘争が始まる。
- 6月25日 - 祝日法改正、建国記念の日・敬老の日・体育の日が新たに祝日に制定される[12]。
- 6月29日 - ビートルズ来日[13]（6月30日から3日間日本武道館で公演）[14]。
- 6月30日 - 袴田事件が発生。

### 7月
- 7月1日
  - 日本航空と全日空、スカイメイト制度導入。
  - フランス、NATO軍から脱退。
  - 花王石鹸が「キーピング」を発売。
- 7月11日 - 第52臨時国会召集（7月30日閉会）。
- 7月13日 - 東京都教育委員会が次年度の都立高校入試から学校群制度導入を決定[15]。
- 7月17日 - TBS系でウルトラシリーズ第2弾『ウルトラマン』が放送開始[15]。
- 7月27日 - 巨人の新人・堀内恒夫投手が開幕から13連勝。

### 8月
- 8月1日
  - 日産自動車がプリンス自動車工業を吸収合併。
  - テキサスタワー乱射事件。
- 8月5日 - 政界における黒い霧事件[16]。
- 8月6日
  - 横田正俊が第4代最高裁判所長官に就任。
  - 女子バレーボールのニチボー貝塚の連勝記録が258でストップ[17]。
- 8月11日 - インドネシアとマレーシアが国交樹立。
- 8月18日 - 袴田事件で静岡県警は袴田巌を強盗殺人、放火、窃盗容疑で逮捕する。以後2014年3月27日まで47年と半年以上拘束されることになる。
- 8月19日 - 東洋工業が「ルーチェ」を発売。
- 8月20日
  - 上越線の新清水トンネルが貫通。
  - 日本専売公社が「わかば」を発売。
- 8月22日 - 伊藤園設立。
- 8月26日 - 日本航空訓練機墜落事故[18]。

### 9月
- 9月7日 - 明星食品が「チャルメラ」を発売。
- 9月17日 - 平新艇事件[19]。
- 9月23日 - 巨人が2年連続のセ・リーグ優勝（V2）。
- 9月24日 - 天草五橋開通[20]。
- 9月30日 - ボツワナ独立。

### 10月
- 10月 - 豊年リーバがマーガリン「ラーマ」を日本で製造・発売（現在はJ-オイルミルズから発売）。
- 10月1日
  - 江崎グリコが「ポッキー」を発売。
  - NET系、長寿番組『日曜洋画劇場』放送開始。
- 10月3日 - フジテレビをキー局とするニュースネットワーク・FNNが発足。
- 10月5日 - 米デトロイト郊外のエンリコ・フェルミ炉で史上初の炉心溶融事故おこる。
- 10月9日 - 日本テレビ系で海外ドキュメンタリー番組『日立ドキュメンタリー すばらしい世界旅行』放送開始。
- 10月15日 - トヨタ自動車と日野自動車が業務提携することを発表[21]。
- 10月19日 - プロ野球日本シリーズは巨人が南海を4勝2敗で破り2年連続日本一。
- 10月20日 - トヨタ自動車が東京モーターショーでカローラを発表（11月5日発売）[22]。
- 10月28日 - 「週刊プレイボーイ」（集英社）創刊[22]。

### 11月
- 11月1日 - 国立劇場開場[23]。
- 11月4日 - ヴェネツィアで高潮の被害。
- 11月13日 - 全日空機が松山沖に墜落[24]。
- 11月27日 - 福岡で第1回国際マラソン選手権（後の福岡国際マラソン）が開催。

### 12月
- 12月 - 早川電機工業がターンテーブル式の電子レンジを発売。
- 12月3日
  - 第53臨時国会召集（12月20日閉会）。第1次佐藤第3次改造内閣発足[25]。
  - マカオで一二・三事件がおこる。
- 12月5日 - マルヨ無線事件。
- 12月9日 - 建国記念の日を2月11日とすることが決定[25]。
- 12月15日
  - ミッキーマウスの生みの親、ウォルト・ディズニーが死去。
  - 猿投ダンプ事故[26]。
- 12月21日 - 議長選挙汚職に伴う茨城県議会自主解散（茨城県議会黒い霧解散）。
- 12月27日 - 第54国会召集、衆議院解散（黒い霧解散）[27]。
- 12月31日 - この日までに核実験を成功させた国のみ、核拡散防止条約に定める「核兵器国」と認められ核武装の権利を与えられる。

日本ではこの年は丙午（ひのえうま）にあたり、出生数は約136万人と前年に比べ大きく落ち込んだ。

## スポーツ
- 大相撲（幕内最高優勝）
  - 初場所　柏戸剛
  - 春場所　大鵬幸喜
  - 夏場所　大鵬幸喜
  - 名古屋場所　大鵬幸喜
  - 秋場所　大鵬幸喜
  - 九州場所　大鵬幸喜
- プロ野球
  - セ・リーグ優勝　読売ジャイアンツ
  - パ・リーグ優勝　南海ホークス
  - 日本シリーズ優勝　読売ジャイアンツ（4勝2敗）

## 芸術・文化

### 音楽
- 洋楽ヒット曲/話題曲
  - ローリング・ストーンズ 「黒くぬれ」
  - ママス&パパス 「夢のカリフォルニア」「マンデー・マンデー」
  - ウィルソン・ピケット 「ダンス天国」「ムスタング・サリー」
  - ラヴィン・スプーンフル 「サマー・イン・ザ・シティ」
  - スペンサー・デイヴィス・グループ 「愛しておくれ」
  - ホリーズ 「バス・ストップ」

- 邦楽/話題曲
  - いつまでもいつまでも（ザ・サベージ）、夕陽が泣いている（ザ・スパイダース）、若者たち（ザ・ブロード・サイド・フォー）、想い出の渚（ザ・ワイルドワンズ）
  - 骨まで愛して（城卓矢）、バラが咲いた（マイク真木）、 女のためいき（森進一）、夢は夜ひらく、逢いたくて逢いたくて（園まり）
  - 柳ヶ瀬ブルース（美川憲一）、恍惚のブルース（青江三奈）
  - 星影のワルツ（千昌夫）、唐獅子牡丹（高倉健）、星のフラメンコ（西郷輝彦）
  - 霧の摩周湖（布施明）、いっぽんどっこの唄（水前寺清子）
  - 今日の日はさようなら（森山良子）、いい湯だな（デューク・エイセス）
  - 若いってすばらしい（槇みちる）、信じていたい（西田佐知子）
  - 星影のワルツ（千昌夫）、霧氷（橋幸夫）

- 来日
  - ビートルズ来日公演、6月29日に来日（-7月3日）。
  - ジョン・コルトレーン来日公演、7月8日に来日（-7月24日）。

### 映画
- アルジェの戦い（監督：ジッロ・ポンテコルヴォ）
- アルフィー
- 男と女（監督：クロード・ルルーシュ）
- 続・夕陽のガンマン（監督：セルジオ・レオーネ）
- わが命つきるとも（監督：フレッド・ジンネマン）
- 沓掛時次郎 遊侠一匹（監督：加藤泰）
- けんかえれじい（監督：鈴木清順）
- サイボーグ009
- ゴジラ・エビラ・モスラ 南海の大決闘
- フランケンシュタインの怪獣 サンダ対ガイラ
- 大怪獣決闘 ガメラ対バルゴン
- 怪竜大決戦

### 文学
- 芥川賞
  - 第55回（1966年上半期） - 該当作品なし
  - 第56回（1966年下半期） - 丸山健二 『夏の流れ』
- 直木賞
  - 第55回（1966年上半期） - 立原正秋『白い罌粟』
  - 第56回（1966年下半期） - 五木寛之『蒼ざめた馬を見よ』
- ベストセラー
  - 三浦綾子『氷点』
  - 阿川弘之『山本五十六』
  - 野末陳平『ヘンな本』
- 雑誌 - 週刊プレイボーイ創刊（集英社）

### 漫画
- 「巨人の星」、週刊少年マガジンで連載開始

### テレビ
- ドラマ
  - 「ウルトラQ」
  - 大河ドラマ 「源義経」（出演：尾上菊之助 (4代目)、緒形拳）
  - 「銭形平次」
  - 「おはなはん」
  - 「奥さまは魔女」
  - 「ウルトラマン」
  - 「マグマ大使」
  - 「サンダーバード」
  - 「若者たち」
  - 「氷点」
  - 「泣いてたまるか」
- バラエティなど諸分野
  - 　5月15日 - 「笑点」（日本テレビ系）放送開始（2023年現在も放送中）
  - 　10月 - 「日曜洋画劇場」（NET系、現テレビ朝日系）放送開始（当時は『土曜洋画劇場』、1967年より日曜。2017年2月12日放映終了）
  - 　10月9日 - 「日立ドキュメンタリー すばらしい世界旅行」（日本テレビ系）放映開始（1990年9月16日放映終了）
- その他
  - 　4月17日 - 「どんぐり音楽会」（CBC）放送開始（1983年3月27日放送終了）

### アニメ
- 2月5日 - おそ松くん（MBS制作でNET系）放送開始（1967年3月25日放送終了）
- 5月5日 - ハリスの旋風（フジテレビ系）放送開始（1967年8月31日放送終了）
- 10月4日 - ロボタン（フジテレビ系列）放送開始（1968年9月27日放送終了）
- 12月5日 - 魔法使いサリー（テレビ朝日系列）放送開始（1968年12月30日放送終了）

### ラジオ
- この年も、民放ラジオ局の大半が24時間放送開始。
- 10月10日 - 「朝の歳時記」（中部日本放送）放送開始（2005年3月31日放送終了）

### 芸能
- 【お笑い】6月1日、漫才コンビ「横山やすし・西川きよし」結成。

### 広告宣伝
- コマーシャル

| キャッチフレーズなど                        | 商品名など             | メーカー     | 出演者     | 音楽                 |
| ------------------------------------------- | ---------------------- | ------------ | ---------- | -------------------- |
| ♪うちのテレビにゃ色がない                   | サンヨーカラーテレビ   | 三洋電機     | 榎本健一   | 三木鶏郎             |
| ♪水虫でたぞ、水虫でたぞ、かゆいぞイッヒッヒ | ポリック（水虫治療薬） | 明治製菓     | -          | 山上路夫・いずみたく |
|                                             | サンオイル             | 資生堂       | 前田美波里 | -                    |
| ルーチョンキ                                | キンチョール           | 大日本除虫菊 | 桜井センリ | -                    |
| イヨッ!                                     | サントリーレッド       | サントリー   | 宇津井健   | -                    |

## 誕生

### 1月
- 1月1日 - 北勝鬨準人、元大相撲力士、現・伊勢ノ海親方、出原大［教育人、子どもと自然研究家］
- 1月3日 - ルイス・ソーホー、元メジャーリーガー
- 1月4日 - 上福元勤、元プロ野球選手（+ 2007年）
- 1月5日 - 天野由梨[28]、声優
- 1月5日 - 鬼雷砲良蔵、元大相撲力士
- 1月6日 - 大久保龍志、調教師
- 1月7日 - エレーナ・ベチケ、フィギュアスケート選手
- 1月8日 - 山田玲司、漫画家
- 1月9日 - 向島建、元サッカー選手
- 1月10日 - 財前直見、女優
- 1月12日 - 安田依央、小説家
- 1月14日 - カート・シリング、元メジャーリーガー
- 1月14日 - 神田山陽、講談師
- 1月16日 - ジャック・マクダウエル、元メジャーリーガー
- 1月17日 - 森川ジョージ、漫画家
- 1月17日 - 小島伸幸、元プロサッカー選手（元日本代表）、サッカー解説者、サッカー指導者
- 1月18日 - 宮沢和史、ミュージシャン（THE BOOM）
- 1月18日 - アレクサンドル・カリフマン、チェス選手
- 1月19日 - ステファン・エドベリ、プロテニス選手
- 1月20日 - 大串正樹、政治家
- 1月21日 - 川津泰彦、声優
- 1月23日 - フィリップ・セトン、外交官
- 1月24日 - 大張正己、アニメーター、メカニックデザイナー、アニメ監督
- 1月24日 - 吉井憲治、元野球選手
- 1月26日 - 長嶋一茂、スポーツキャスター
- 1月26日 - 金子達仁、日本のスポーツライター
- 1月27日 - 三田寛子、女優
- 1月27日 - 呉俊宏、元プロ野球選手
- 1月29日 - 平塚克洋、元プロ野球選手
- 1月29日 - ロマーリオ、元サッカー選手
- 1月31日 - 石黒賢、俳優
- 1月31日 - 星野伸之、元プロ野球選手、野球解説者・コーチ

### 2月
- 2月1日 - 宮田和弥、シンガーソングライター、ミュージシャン（元JUN SKY WALKER(S)）
- 2月2日 - 琴冠佑源正、元大相撲力士
- 2月3日 - 松本小雪、元アイドル
- 2月4日 - 落合弘治、俳優・声優
- 2月4日 - 小泉今日子、歌手・女優
- 2月4日 - 胡桃ちの、漫画家
- 2月5日 - 川上麻衣子、女優
- 2月5日 - 仲田秀司、元プロ野球選手
- 2月6日 - 大槻ケンヂ、ロックミュージシャン（筋肉少女帯）
- 2月6日 - リック・アストリー、歌手
- 2月7日 - 田島昭宇、漫画家
- 2月8日 - フリスト・ストイチコフ、元サッカー選手
- 2月8日 - 内田雄一郎、ベーシスト、ミュージシャン（筋肉少女帯）
- 2月9日 - うるし原智志、アニメーター・漫画家
- 2月11日 - 依田紀基、囲碁棋士
- 2月11日 - 中村大伸、野球選手
- 2月15日 - 山内嘉弘、元プロ野球選手
- 2月16日 - 宋津宇、野球選手
- 2月16日 - 順風秀一、元プロ野球選手
- 2月19日 - 薬丸裕英、タレント（元シブがき隊）
- 2月20日 - 春日富士晃大、元大相撲力士、元・春日山親方（+ 2017年）
- 2月21日 - ペトリ・コッコ、フィギュアスケート選手
- 2月24日 - 森谷雄、ドラマ・映画プロデューサー
- 2月24日 - ロッド・ブリューワ、元プロ野球選手
- 2月24日 - レネ・アロチャ、元メジャーリーガー
- 2月26日 - 秋村謙宏、元プロ野球選手

### 3月
- 3月1日 - カシワクラツトム、声優
- 3月1日 - 平林岳、プロ野球審判員
- 3月3日 - 小出広美、歌手
- 3月4日 - ケビン・ジョンソン、元バスケットボール選手
- 3月4日 - シャーリーン・ウォン、フィギュアスケート選手
- 3月6日 - アワダジン・プラット、ピアニスト
- 3月7日 - ジョイ・タナー、女優
- 3月7日 - 櫻井敦司、ミュージシャン、(BUCK-TICK)
- 3月8日 - 馬場口洋一（若翔洋俊一）、総合格闘家、元大相撲力士・関脇
- 3月9日 - ペトル・バルナ、フィギュアスケート選手
- 3月11日 - 鈴木研一、ベーシスト、ミュージシャン（人間椅子）
- 3月12日 - 神崎ゆう子、女優・歌手
- 3月12日 - 大久保清重、政治家
- 3月13日 - 今田耕司、お笑いタレント
- 3月16日 - 栗本和博、漫画家
- 3月17日 - 加茂川重治、元プロ野球選手
- 3月19日 - マイケル・スリプチュク、フィギュアスケート選手
- 3月20日 - 宇津木えり、ファッションデザイナー
- 3月22日 - 渡辺伸彦、元プロ野球選手
- 3月23日 - 大沢逸美、女優
- 3月23日 - ゲレン大嶋、三線プレイヤー・作曲家・ディスクジョッキー
- 3月25日 - 堀部圭亮、タレント・放送作家
- 3月25日 - 宮川一朗太、俳優
- 3月25日 - トム・グラビン、メジャーリーガー
- 3月27日 - 梅澤春人、漫画家
- 3月30日 - RIKACO、タレント
- 3月30日 - テリー・ブロス、元プロ野球選手

### 4月
- 4月2日 - 山蔭徳法、元プロ野球選手
- 4月2日 - 鋤柄昌宏、元サッカー選手
- 4月2日 - テディ・シェリンガム、元サッカー選手
- 4月2日 - 坂本ちゃん、タレント
- 4月3日 - 冨永みーな、声優
- 4月5日 - 二世野村萬斎、狂言師
- 4月6日 - 大塚義樹、元プロ野球選手
- 4月7日 - 木村幹、国際政治学者
- 4月8日 - 松本明子、タレント
- 4月8日 - 西清孝、元プロ野球選手
- 4月9日 - マリオ・ブリトー、元プロ野球選手
- 4月9日 - 勅使瓦武志、ミュージカル俳優
- 4月11日 - 一条和矢、声優
- 4月12日 - 広瀬香美[29]、シンガーソングライター
- 4月12日 - 渡辺正和、元プロ野球選手
- 4月13日 - ウェスリー・チェンバレン、元プロ野球選手
- 4月13日 - 名越美香、元アイドル（元おニャン子クラブ）
- 4月14日 - グレッグ・マダックス、メジャーリーガー
- 4月14日 - ボイ・ロドリゲス、元プロ野球選手
- 4月14日 - デビッド・ジャスティス、メジャーリーガー
- 4月17日 - 立川俊之、ミュージシャン、元大事MANブラザーズバンド
- 4月20日 - 乱橋幸仁、元プロ野球選手
- 4月21日 - クリス・ドネルス、元プロ野球選手
- 4月22日 - 前進山良太、元大相撲力士、若者頭
- 4月22日 - 若林弘泰、元プロ野球選手
- 4月23日 - 増子直純（怒髪天）ミュージシャン
- 4月24日 - 田島貴男（オリジナルラブ）ミュージシャン
- 4月25日 - 豊田順子、アナウンサー
- 4月26日 - 杉浦幸二、元プロ野球選手
- 4月26日 - 橋本さとし、俳優
- 4月27日 - 冨樫義博、漫画家
- 4月27日 - エリック・ヒルマン、元プロ野球選手
- 4月27日 - 島袋浩、AV男優
- 4月27日 - マルコ・ヴェルナー、レーシングドライバー
- 4月29日 - クリスティアン・テツラフ、ヴァイオリニスト

### 5月
- 5月1日 - 松崎秀昭、元プロ野球選手
- 5月3日 - 湯上谷宏、元プロ野球選手
- 5月4日 - 白鳥浩徳、元プロ野球選手
- 5月4日 - 山口敬之、ジャーナリスト
- 5月5日 - ジョン・健・ヌッツォ、声楽家
- 5月5日 - 桜井ちんたろう、AV男優
- 5月7日 - 中島唱子、女優
- 5月7日 - 佐藤あつし、ミュージシャン、元Darlin's Darlin',STAGGER,HΛL
- 5月10日 - 田代尚子、アナウンサー
- 5月10日 - ひうらさとる、漫画家
- 5月11日 - 田辺徳雄、元プロ野球選手
- 5月12日 - デボラ・カーラ・アンガー、女優
- 5月15日 - 葉室太郎、元プロ野球選手
- 5月16日 - ジャネット・ジャクソン、歌手
- 5月19日 - 山崎慎太郎、元プロ野球選手
- 5月19日 - 松浦宏明、元プロ野球選手
- 5月20日 - 益子直美、元バレーボール選手・スポーツコメンテーター
- 5月21日 - ズデンコ・コジュル、チェス選手
- 5月24日 - ジェフ・リブジー、元メジャーリーガー
- 5月24日 - エリック・カントナ、元サッカー選手
- 5月29日 - 横山一敏、俳優、スーツアクター
- 5月30日 - 松本玲二、TUBEのドラマー
- 5月30日 - 君島十和子、元女優
- 5月31日 - 白井孝幸、元プロ野球選手

### 6月
- 6月3日 - 藤尾領、ミュージシャン
- 6月3日 - 須貝尚介、騎手・調教師
- 6月4日 - チェチーリア・バルトリ、メゾソプラノ歌手
- 6月8日 - 森尾由美、タレント
- 6月9日 - 宇乃かつを、ミュージシャン
- 6月10日 - デビッド・プラット、元サッカー選手、指導者
- 6月11日 - 笠原栄一、元プロ野球選手
- 6月12日 - 宮本浩次、ミュージシャン（エレファントカシマシ）
- 6月12日 - 藤本健治、元プロ野球選手
- 6月13日 - スコット・クールボー、元プロ野球選手
- 6月13日- 服部尚貴、レーシングドライバー
- 6月14日 - 平本淳也、タレント
- 6月16日 - 森本和義、政治家
- 6月16日 - 依田司、気象予報士
- 6月16日 - 山路哲生、アマチュア野球指導者
- 6月18日 - サンディー・アロマー・ジュニア、元メジャーリーガー
- 6月18日 - カート・ブラウニング、フィギュアスケート選手
- 6月19日 - セリア、歌手
- 6月20日 - 池田佳隆、政治家
- 6月22日 - 斉藤和義、シンガーソングライター
- 6月22日 - ロブ・ネイヤー、スポーツライター
- 6月24日 - 山口重幸、元プロ野球選手
- 6月25日 - ディケンベ・ムトンボ、元バスケットボール選手
- 6月26日 - 山本スーザン久美子、元アイドル（元おニャン子クラブ）
- 6月26日 - 皆口裕子、声優
- 6月27日 - 市原由美、声優
- 6月27日 - 嶋田章弘、元プロ野球選手
- 6月27日 - ジェフ・コーナイン、メジャーリーガー
- 6月28日 - 中村あゆみ、歌手
- 6月28日 - 田島裕和、騎手
- 6月28日 - マリナ・クリモワ、フィギュアスケート選手
- 6月29日 - パパイヤ鈴木、ダンサー・タレント
- 6月29日 - 神尾葉子、漫画家
- 6月29日 - エドツワキ、画家・デザイナー・アートディレクター
- 6月30日 - マイク・タイソン、プロボクサー

### 7月
- 7月3日 - モイゼス・アルー、元メジャーリーガー
- 7月5日 - 江本晃一、元プロ野球選手
- 7月6日 - 露無博文、元野球選手
- 7月7日 - 大翔山直樹、元大相撲力士、追手風親方
- 7月9日 - 加藤成史、NHKアナウンサー
- 7月9日 - 余語真夫、ミリタリー心理学者
- 7月10日 - 飯干隆子、スーツアクター、女優
- 7月10日 - ダイナマイト幸男、AV男優
- 7月11日 - 三浦建太郎、漫画家（+ 2021年）
- 7月11日 - 栁田昌夫、元プロ野球選手、プロ野球審判員
- 7月12日 - 渡辺美里、ミュージシャン・歌手
- 7月12日 - 沢田泰司、元Xベーシスト（+ 2011年）
- 7月12日 - 井上真二、元プロ野球選手
- 7月13日 - 石川秀美、元歌手
- 7月15日 - 永瀬正敏、俳優
- 7月16日 - 玉海力剛、総合格闘家、元大相撲力士
- 7月16日 - 松田和久、プロ野球選手
- 7月18日 - 井上ヨシマサ、作曲家
- 7月19日 - 鶴見信彦、プロ野球選手
- 7月20日 - 山口敏太郎、作家・オカルト研究家
- 7月21日 - 水野賢一、政治家
- 7月23日 - 岩戸孝樹、元騎手、調教師
- 7月23日 - レン・ピコタ、元プロ野球選手
- 7月24日 - 植草克秀、歌手、タレント（少年隊）
- 7月25日 - 原田明広、元プロ野球選手
- 7月25日 - 高木渉[30]、声優
- 7月27日 - 川畑泰博、元プロ野球選手
- 7月28日 - スガシカオ、ミュージシャン
- 7月28日 - グジェゴシュ・フィリポフスキ、フィギュアスケート選手
- 7月30日 - 柴田善臣、騎手
- 7月30日 - 熊澤秀浩、元プロ野球選手
- 7月30日 - 阿部義晴、キーボーディスト、ユニコーンのメンバー

### 8月
- 8月2日 - ティム・ウェイクフィールド、メジャーリーガー
- 8月2日 - 白井正勝、元プロ野球選手
- 8月3日 - 石橋文雄、元プロ野球選手
- 8月4日 - 吉田友紀、俳優
- 8月4日 - 佐々木健介、プロレスラー
- 8月5日 - 森口瑤子、女優
- 8月7日 - ジミー・ウェールズ、ウィキペディア創始者
- 8月10日 - エリック・エラリー、レーシングドライバー
- 8月11日 - 上岡良一、元プロ野球選手
- 8月11日 - ナイジェル・マーティン、元サッカー選手
- 8月12日 - デビット伊東、タレント（B21スペシャル）
- 8月13日 - 春一番、お笑いタレント（+ 2014年）
- 8月13日 - 畑亜貴、作詞家、歌手
- 8月14日 - 鈴木保奈美、女優
- 8月14日 - ハル・ベリー、女優
- 8月15日 - シャーリー・カーン、歌手
- 8月17日 - 芳野日向子、元声優
- 8月18日 - 渡辺英昭、プロ野球選手
- 8月20日 - ダイムバッグ・ダレル、ミュージシャン（元パンテラ、元ダメージプラン）（+ 2004年）
- 8月20日 - 松井隆昌、元プロ野球選手
- 8月20日 - 劉純燕、司会者、声優
- 8月21日 - 西村和彦、俳優
- 8月22日 - 石田文樹、元プロ野球選手（+ 2008年）
- 8月22日 - 石原延啓、画家・東京都知事石原慎太郎の四男
- 8月22日 - 中本浩、野球選手
- 8月23日 - アレクサンダー・ケーニッヒ、フィギュアスケート選手
- 8月25日 - アルバート・ベル、元メジャーリーガー
- 8月27日 - 内池秀和、作曲家、プロデューサー
- 8月28日 - 高橋洋子、歌手
- 8月28日 - 中根仁、元プロ野球選手
- 8月28日 - レネ・イギータ、サッカー選手
- 8月29日 - 笹川博義、実業家
- 8月30日 - 小谷実可子、アーティスティックスイミング選手・スポーツコメンテーター
- 8月30日 - 村口史子、プロゴルファー
- 8月30日 - 木内孝胤、政治家・元投資銀行家
- 8月31日 - ながとしやすなり、漫画家

### 9月
- 9月1日 - 上澤津孝、歌手（元MAGIC、現wface）
- 9月1日 - ティム・ハーダウェイ、元バスケットボール選手
- 9月2日 - 早見優、タレント・歌手
- 9月3日 - 渡辺歩、アニメ監督、アニメーター、 アニメ演出家
- 9月4日 - 宍戸開、俳優
- 9月4日 - 吉田豊彦、元プロ野球選手
- 9月4日 - 木下文信、元プロ野球選手
- 9月5日 - 中村あずさ、元女優・タレント
- 9月8日 - 田中ユタカ、漫画家
- 9月8日 - シャーリー・クランプ、歌手
- 9月10日 - 斉藤由貴、女優、歌手
- 9月10日 - 後藤敏博、バスケットボール選手・指導者
- 9月11日 - 文仁親王妃紀子、皇族・日本赤十字社名誉副総裁
- 9月11日 - 剣崎進、AV男優
- 9月13日 - 原真祐美、元歌手、元俳優
- 9月14日 - 手塚仁雄、政治家
- 9月15日 - 酒井順子、エッセイスト
- 9月15日 - 彦摩呂、タレント
- 9月15日 - 深沢邦之、タレント（お笑いコンビ・Take2）
- 9月18日 - 奥瀬サキ、漫画家
- 9月19日 - 高山善廣、プロレスラー
- 9月19日 - 野村謙二郎、元プロ野球選手、プロ野球監督
- 9月19日 - オレウデ・ホセ・リベイロ、元サッカー選手
- 9月20日 - ヌーノ・ベッテンコート、ミュージシャン（元エクストリーム）
- 9月20日 - 口笛太郎、口笛奏者
- 9月20日 - 小暮紀一、ガラス造形作家
- 9月20日 - ナカジマノブ、ドラマー、ミュージシャン（人間椅子、ドミンゴス）
- 9月24日 - 定詰雅彦、元プロ野球選手
- 9月25日 - スタニスラフ・ブーニン、ロシアのピアニスト
- 9月26日 - マイク・ヴァイオラ、シンガーソングライター、音楽プロデューサー
- 9月27日 - 四條稔、元プロ野球選手
- 9月28日 - 吉川元、政治家
- 9月30日 - 東山紀之、実業家、元歌手、元タレント（少年隊）

### 10月
- 10月1日 - 金沢健一、元プロ野球選手
- 10月1日 - ジョージ・ウェア、元サッカー選手
- 10月6日 - 二宮正己、元プロ野球選手
- 10月6日 - アーキー・シアンフロッコ、元プロ野球選手
- 10月6日 - 関根毅、プロ野球選手
- 10月7日 - タナカカツキ、マンガ家
- 10月7日 - 神山一義、元プロ野球選手
- 10月7日 - 階猛、政治家
- 10月8日 - 吉井和哉、ミュージシャン（THE YELLOW MONKEY）
- 10月8日 - 湯舟敏郎、元プロ野球選手、プロ野球解説者
- 10月9日 - デーヴィッド・キャメロン、イギリスの首相
- 10月9日 - 斉藤レイ、女優
- 10月11日 - 笘篠賢治、元プロ野球選手、プロ野球解説者
- 10月11日 - 三輪里香、元女優
- 10月11日 - 角田満、プロ野球選手
- 10月11日 - セルゲイ・スロヴィキン、軍人
- 10月13日 - 沖浦啓之、アニメーター・アニメーション監督 （元アニメアール）
- 10月13日 - 黒岩宇洋、政治家
- 10月17日 - 並木敏成、バスプロ
- 10月18日 - 谷口悟朗、アニメ演出家
- 10月18日 - 藤岡寛生、元プロ野球選手
- 10月18日 - ジェロード・スワロー、フィギュアスケート選手
- 10月18日 - 御船英之、元プロ野球選手
- 10月19日 - 加納朋子、推理作家
- 10月20日 - ジョナサン・ハースト、元プロ野球選手
- 10月20日 - 公文裕明、元サッカー選手
- 10月21日 - 天日謙作、バスケットボール・指導者
- 10月23日 - 石橋守、騎手
- 10月24日 - ロマン・アブラモヴィッチ、資産家、チェルシーFCオーナー
- 10月24日 - 山川美由紀、ボートレーサー
- 10月26日 - 船守さちこ、フリーアナウンサー
- 10月26日 - 谷本龍哉、政治家
- 10月27日 - 高嶋政伸、俳優
- 10月27日 - 田中実、俳優（+ 2011年）
- 10月28日 - 久保田洋司、ミュージシャン（元THE 東南西北）・作詞家
- 10月31日 - 林満明、騎手
- 10月31日 - 金本浩二、プロレスラー

### 11月
- 11月1日 - 山口貴由、漫画家
- 11月1日 - インゴ・シュトイアー、フィギュアスケート選手
- 11月2日 - オーランド・マルセド、元プロ野球選手
- 11月3日 - 池田達郎､ NHKアナウンサー
- 11月4日 - 岡田耕司、元プロ野球選手
- 11月5日 - 春畑道哉、TUBE、ギタリスト
- 11月6日 - ポール・ギルバート、ギタリスト（元レーサーX、MR. BIG）
- 11月7日 - カルヴィン・ボレル、騎手
- 11月8日 - 平井光親、元プロ野球選手
- 11月8日 - 古賀豪紀、元プロ野球選手
- 11月11日 - 旭純、ミュージシャン
- 11月13日 - 横尾博之、声優
- 11月13日 - 見栄晴、タレント
- 11月14日 - 白沢みき、ジャーナリスト
- 11月14日 - カート・シリング、メジャーリーガー
- 11月14日 - 松本卓也、元プロ野球選手
- 11月14日 - 木内九二生、プロ野球審判員
- 11月17日 - ソフィー・マルソー、女優
- 11月17日 - 大若松好弘、元大相撲力士
- 11月17日 - 沙人、俳優、空手家
- 11月18日 - ロブ・マットソン、元プロ野球選手
- 11月22日 - 絲山秋子、小説家
- 11月23日 - 大道寺俊典、スタントマン、スーツアクター、殺陣師
- 11月24日 - 西本欣司、プロ野球審判員
- 11月26日 - ただのいっこ、俳優
- 11月26日 - スージー鈴木、音楽評論家
- 11月28日 - 吉田剛、元プロ野球選手
- 11月28日 - 安田成美、女優
- 11月29日 - 吉田修司、元プロ野球選手
- 11月30日 - ミカ・サロ、元F1ドライバー

### 12月
- 12月1日 - 池田政典、俳優・声優・歌手
- 12月1日 - ラリー・ウォーカー、元メジャーリーガー
- 12月3日 - 横内なおき、漫画家
- 12月4日 - 永井真理子、ミュージシャン・歌手
- 12月5日 - 川畑伸一郎、野球選手
- 12月6日 - 中尾秀正、調教師
- 12月6日 - 川岸良兼、プロゴルファー
- 12月7日 - 石持浅海、小説家、推理作家
- 12月7日 - 伊藤かずえ、女優
- 12月7日 - 伊藤真一、オートバイレーサー
- 12月7日 - 川越透、元プロ野球選手
- 12月8日 - シネイド・オコナー、ミュージシャン（+ 2023年）
- 12月9日 - 勝恵子、ニュースキャスター
- 12月9日 - 濱中英次、元プロ野球選手
- 12月10日 - 田中雅彦、バドミントン選手
- 12月12日 - 永野広一、声優
- 12月12日 - ホイス・グレイシー、柔術家、総合格闘家
- 12月14日 - 筒井由美子、女優
- 12月15日 - チョコボール向井、AV男優・格闘家
- 12月16日 - アベフトシ、ミュージシャン・ギタリスト（元thee michelle gun elephant、現KOOLOGI）（+ 2009年）
- 12月17日 - 有森裕子、マラソン選手
- 12月17日 - 脇浜紀子、アナウンサー
- 12月17日 - 竹内睦泰、日本史講師・第73世武内宿禰（+ 2020年）
- 12月17日 - 本村健太郎、俳優・弁護士
- 12月18日 - 江角マキコ、元女優・元タレント
- 12月19日 - YU-KI、歌手（TRF）
- 12月20日 - 葛城七穂、声優
- 12月20日 - 冬馬由美、声優
- 12月20日 - エト・デ・フーイ、元サッカー選手
- 12月20日 - マット・ニール、 イギリスのレーシングドライバー
- 12月21日 - キーファー・サザーランド、俳優
- 12月22日 - 国生さゆり、女優・タレント（元おニャン子クラブ）
- 12月22日 - 森田まさのり、漫画家
- 12月24日 - 若林重喜、野球選手
- 12月25日 - 蒲谷和茂、元プロ野球選手
- 12月25日 - 谷中敦、ミュージシャン（東京スカパラダイスオーケストラ）
- 12月26日 - 西炯子、漫画家
- 12月27日 - 福田正博、元サッカー選手
- 12月28日 - 高井麻巳子、元歌手・タレント（元おニャン子クラブ）
- 12月28日 - トータス松本、ミュージシャン（ウルフルズ）
- 12月29日 - ルイス・デロスサントス、元プロ野球選手
- 12月29日 - 矢作公一、元プロ野球選手
- 12月31日 - 森範行、元プロ野球選手

### 誕生日不明
- マーク・オリヴァー、俳優
- 野間易通、活動家
- MINNIE、歌手
- 村本博之、カメラマン
- 山中登志子『買ってはいけない』（金曜日）の編集者

## 死去
- 1月1日 - ヴァンサン・オリオール、フランス大統領（*1884年）
- 1月11日 - ハンネス・コーレマイネン、陸上競技選手（*1889年）
- 1月11日 - アルベルト・ジャコメッティ、彫刻家（*1901年）
- 1月13日 - 佐々木すぐる、作曲家（*1892年）
- 1月14日 - セルゲイ・コロリョフ、ロケット開発指導者（*1906年）
- 1月14日 - ビル・カー、陸上競技選手（*1909年）
- 1月22日 - 川田順、歌人・実業家（*1882年）
- 2月1日 - バスター・キートン、喜劇俳優（*1895年）
- 2月1日 - 清村耕次、俳優（*1925年）
- 2月3日 - 純貞孝皇后尹氏、大韓帝国最後の皇帝純宗の妃（*1894年）
- 2月13日 - マルグリット・ロン、ピアニスト（*1874年）
- 2月17日 - ハンス・ホフマン、画家・教育者（*1880年）
- 2月20日 - チェスター・ニミッツ、アメリカ海軍の元帥（*1885年）
- 2月22日 - 岩田宙造、政治家・法学博士（*1875年）
- 2月26日 - ジーノ・セヴェリーニ、画家（*1883年）
- 3月5日 - アンナ・アフマートヴァ、詩人（*1889年）
- 3月10日 - フリッツ・ゼルニケ、物理学者（*1888年）
- 3月30日 - マックスフィールド・パリッシュ、画家・イラストレーター（*1870年）
- 3月30日 - イェリー・ダラーニ、ヴァイオリニスト（*1893年）
- 4月2日 - セシル・スコット・フォレスター、小説家（*1899年）
- 4月3日 - ジョバンニ・バッティスタ・ファリーナ、自動車デザイナー・ピニンファリーナ創始者（*1893年）
- 4月10日 - イーヴリン・ウォー、小説家（*1903年）
- 4月10日 - 川端龍子、日本画家・俳人（*1885年）
- 4月11日 - 山下新太郎、洋画家（*1881年）
- 4月13日 - カルロ・カッラ、画家（*1881年）
- 4月15日 - マクシミリアーノ・エルナンデス・マルティネス、エルサルバドル大統領（*1882年）
- 4月24日 - 桜沢如一、マクロビオティック提唱者（*1893年）
- 4月24日 - 柳家きん平、落語家（*1922年）
- 4月24日 - 小穴隆一、洋画家・随筆家・俳人（*1894年）
- 4月28日 - 山中峯太郎、陸軍軍人・小説家（*1885年）
- 5月3日 - 小宮豊隆、ドイツ文学者（*1884年）
- 5月4日 - アメデエ・オザンファン、画家（*1886年）
- 5月10日 - 栗栖赳夫、政治家（*1895年）
- 5月11日 - 小泉信三、経済学者（*1888年）
- 5月19日 - 近藤兵太郎、高校野球指導者（* 1888年）
- 5月23日 - デムチュクドンロブ、蒙古聯合自治政府主席（*1902年）
- 5月29日 - ヒッポ・ボーン、メジャーリーガー（* 1888年）
- 5月30日 - 外ヶ濱弥太郎、元大相撲力士（*1887年）
- 6月2日 - 宮沢胤勇、政治家（*1887年）
- 6月7日 - 安倍能成、教育家・哲学者（*1883年）
- 6月7日 - ジャン・アルプ、彫刻家・画家・詩人（*1886年）
- 6月11日 - 熊沢寛道、自称・南朝の末裔、日本の皇位請求者（*1889年）
- 6月12日 - ヘルマン・シェルヘン、指揮者・作曲家（*1891年）
- 6月13日 - 山田守、建築家（*1894年）
- 6月23日 - 清水宏、映画監督（*1903年）
- 6月24日 - 長谷川繁雄、元プロ野球選手（*1932年）
- 6月27日 - アーサー・ウェイリー、東洋学者（*1889年）
- 6月28日 - デイビッド・カーティス・スティーブンソン、クー・クラックス・クラン幹部（*1891年）
- 6月30日 - マージェリー・アリンガム、推理作家（*1904年）
- 6月30日 - ジュゼッペ・ファリーナ、F1レーサー（*1906年）
- 7月5日 - ゲオルク・ド・ヘヴェシー、化学者（*1885年）
- 7月11日 - アルフレート・ベルガー、フィギュアスケート選手（*1894年）
- 7月12日 - 鈴木大拙、禅僧・哲学者（*1870年）
- 7月23日 - モンゴメリー・クリフト、俳優（*1920年）
- 7月29日 - ジョン・レモン、論理学者（*1930年）
- 7月31日 - 高畠華宵、画家（*1888年）
- 7月31日 - バド・パウエル、ジャズピアニスト（*1924年）
- 8月6日 - コードウェイナー・スミス、小説家（*1913年）
- 8月11日 - 大下宇陀児、探偵小説作家（*1896年）
- 8月21日 - 篠崎弘嗣、ヴァイオリニスト（*1902年）
- 8月24日 - 老舎、小説家・劇作家（*1899年）
- 8月28日 - 中澤良夫、野球選手（*1883年）
- 9月1日 - 森弘太郎、元プロ野球選手（*1915年）
- 9月4日 - 高瀬荘太郎、会計学者・政治家（*1892年）
- 9月6日 - マーガレット・サンガー、産児制限運動家（*1879年）
- 9月6日 - 篠原陸朗、政治家（*1883年）
- 9月8日 - ジョン・テイラー、F1レーサー（*1933年）
- 9月8日 - 可児徳、体育学者[31]（*1874年）
- 9月17日 - フリッツ・ヴンダーリヒ、テノール歌手（*1930年）
- 9月20日 - 草葉隆圓、僧侶・政治家（*1895年）
- 9月28日 - アンドレ・ブルトン、詩人（*1896年）
- 9月29日 - 佐野碩、演出家（*1905年）
- 10月7日 - スマイリー・ルイス、R&B歌手（*1913年）
- 10月8日 - セレスティン・フレネ、教育家（*1896年）
- 10月10日 - 清水金一、コメディアン（*1912年）
- 10月17日 - ヴィーラント・ワーグナー、演出家（*1917年）
- 10月17日 - クレオ・ド・メロード、バレリーナ（*1875年）
- 10月18日 - エリザベス・アーデン、実業家（*1878年）
- 10月27日 - 野村俊夫、作詞家（*1904年）
- 11月2日 - ピーター・デバイ、化学者（*1884年）
- 11月2日 - ミシシッピ・ジョン・ハート、ブルース歌手・ギタリスト（*1892年）
- 11月2日 - 荒木貞夫、陸軍軍人（*1877年）
- 11月11日 - 加藤顕清、彫刻家（*1894年）
- 11月12日 - クインシー・ポーター、作曲家・ヴィオラ奏者（*1897年）
- 11月14日 - 亀井勝一郎、評論家（*1907年）
- 11月14日 - 吉田善吾、海軍軍人（*1885年）
- 11月15日 - ウィリアム・ゾラック、彫刻家（*1887年）
- 11月16日 - 河崎なつ、女性解放運動家・政治家（*1887年）
- 11月18日 - 河井寛次郎、陶芸家（*1890年）
- 11月22日 - 松本治一郎、政治家（*1887年）
- 11月28日 - ヴィットリオ・ジャンニーニ、作曲家（*1903年）
- 12月11日 - 竹内京治、政治家（*1887年）
- 12月15日 - ウォルト・ディズニー、ミッキーマウス作者（*1901年）
- 12月21日 - 土橋修、プロ野球選手（* 1944年）
- 12月24日 - ガスパール・カサド、チェリスト（*1897年）
- 12月26日 - ギジェルモ・スタービレ、サッカー選手（*1906年）
- 12月27日 - アーネスト・バージェス、都市社会学者（*1886年）

## ノーベル賞
- 物理学賞 - アルフレッド・カストレル（フランス）
- 化学賞 - ロバート・マリケン（アメリカ）
- 生理学・医学賞 - チャールズ・ブレントン・ハギンズ（アメリカ）、ペイトン・ラウス（アメリカ）
- 文学賞 - シュムエル・アグノン（イスラエル）、ネリー・ザックス（スウェーデン）
- 平和賞 - 該当者なし